# Museo Afgano

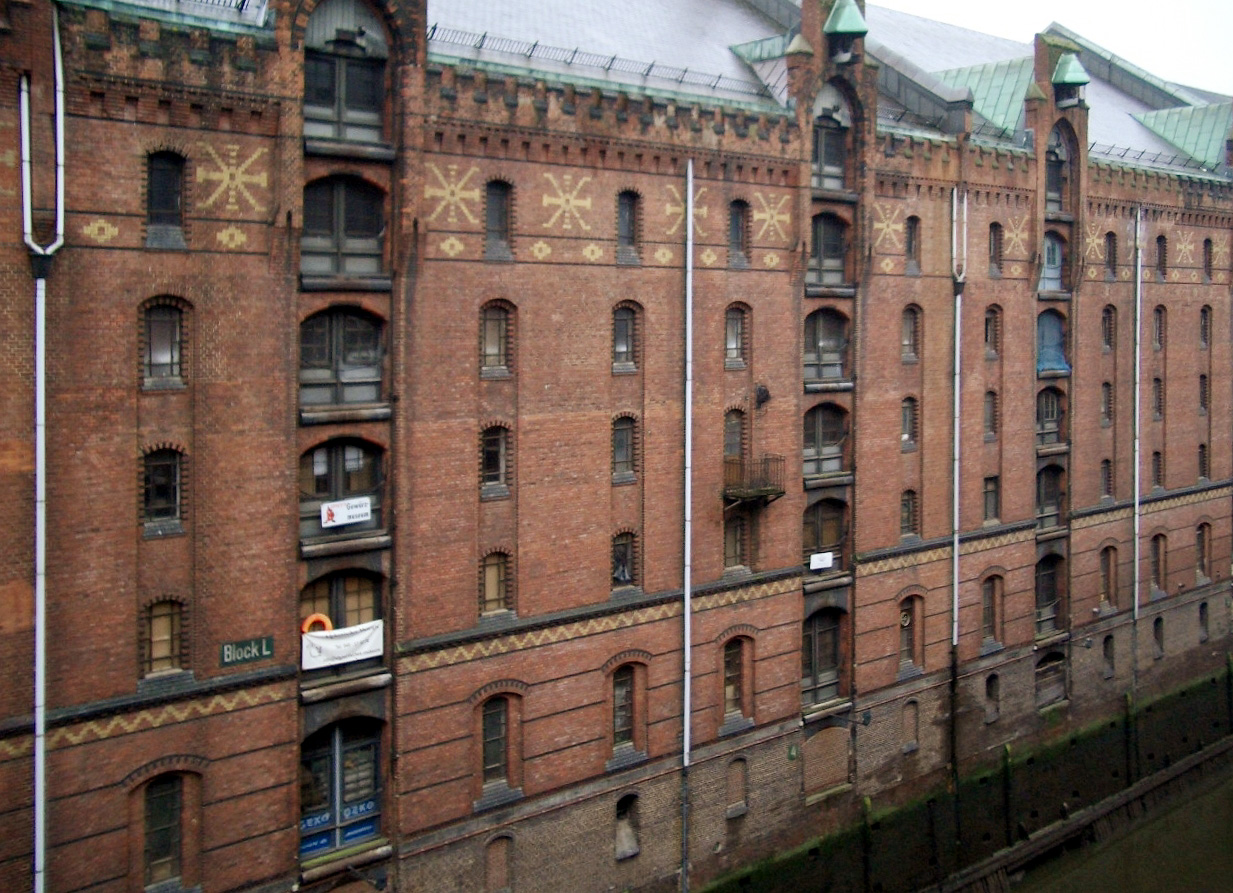
La sede del museo en 2004.

El Museo Afgano de Hamburgo o Museo Afgano (en alemán: Afghanisches Museum), es un museo privado alemán dedicado al estudio y difusión de la historia y cultura de Afganistán. Está situado en el histórico distrito de Speicherstadt en Hamburgo. Fue inaugurado en el año 1998 por el empresario y abogado Nek Mohamad Pirzad y cuyo diseño del mismo fue a cargo del artista afgano Hessan y forma parte de los museos que participan en la Lange Nacht der Museen alemana.

## Exposiciones
El museo consta de varias zonas donde se muestran actividades cotidianas de la vida en Afganistán tales como el proceso de fabricación tradicional de la alfombra afgana, reparación de calzados, la fabricación de pan artesanal usando tandoor, además de poder tomar té verde con cardamomo en yurtas de los turcomanos. También poseen reproducciones de fortaleza de Qala-e-Bost en Lashkar Gah, el Minarete de Jam (declarado como parte del Patrimonio de la Humanidad por la UNESCO) y de los Budas de Bāmiyān.
En el museo también se muestra y vende comida y ropa tradicional.